# Caprodon longimanus
Caprodon longimanus, tên thường gọi là Pink maomao, là một loài cá biển thuộc chi Caprodon trong họ Cá mú. Loài này được mô tả lần đầu tiên vào năm 1859.

## Phân bố và môi trường sống
C. longimanus có phạm vi phân bố rải ở vùng biển Thái Bình Dương. Ở phía tây nam Thái Bình Dương, loài này được tìm thấy ở những vị trí sau: đảo Rottnest (tây nam Úc) và bờ biển đông nam Úc; dọc theo sống núi ngầm Norfolk; đảo Lord Howe; phía bắc New Zealand; quần đảo Kermadec. Phía đông nam Thái Bình Dương, chúng có mặt ở đảo Phục Sinh; sống núi ngầm Nazca; quần đảo Desventuradas; quần đảo Juan Fernandez; và đảo Isla Salas y Gómez. Ở phía bắc, loài này xuất hiện ở quần đảo Hawaii. Tuy nhiên, Caprodon unicolor, loài được cho là đặc hữu của Hawaii, có thể là danh pháp đồng nghĩa của C. longimanus.
Chúng bơi thành đàn lớn, xung quanh các rạn san hô và đá ngầm gần bờ, ở rìa lục địa hay các núi ngầm, độ sâu khoảng 400 m trở lại.

## Mô tả
C. longimanus trưởng thành có chiều dài cơ thể lớn nhất được ghi nhận là 55 cm. Vây ngực của chúng nhọn và dài hơn cả phần đầu; vây lưng dài và vây đuôi lớn. Thân thuôn dài, hình bầu dục. Cá đực có màu hồng cam với những đốm vàng và một đốm đen lớn trên vây lưng. Mống mắt màu vàng sáng. Cá mái có màu hồng đến màu đỏ.
Số gai ở vây lưng: 10; Số tia vây mềm ở vây lưng: 19 - 21; Số gai ở vây hậu môn: 3; Số tia vây mềm ở vây hậu môn: 8; Số gai ở vây bụng: 1; Số tia vây mềm ở vây bụng: 5; Số đốt sống: 26.
Thức ăn của C. longimanus là các loài sinh vật phù du và động vật giáp xác.